# Cureglia
Cureglia är en ort och kommun  i distriktet Lugano i kantonen Ticino, Schweiz. Kommunen har 1 489 invånare (2023).